# Stefka Kostadínova
Stefka Gueorguíeva Kostadínova (búlgar: Стефка Георгиева Костадинова) (Plòvdiv, 25 de març de 1965) és una antiga especialista búlgara en salt d'alçada i actual presidenta del Comitè Olímpic de Bulgària. Va ser campiona olímpica l'any 1996, dues vegades campiona del món i cinc vegades campiona del món d'atletisme en pista coberta. Deté des del 1987 el rècord del món de la disciplina de salt d'alçada, establert en 2,09 m. És presidenta del Comitè Olímpic de Bulgària des del 2005.

## Carrera esportiva
Després de perdre's el debut olímpic per raó del boicot dels països del Bloc de l'Est als Jocs Olímpics d'Estiu de 1984, es va convertir ràpidament en una de les millors del món. Va guanyar la medalla d'or al campionat d'Europa d'atletisme de 1986 a Stuttgart, i el mateix any va batre el rècord del món. Confirma el seu domini l'any següent assolint el títol mundial durant el campionat del Món d'atletisme de 1987 de Roma, i batent en aquesta ocasió el seu propi rècord del món per portar-lo fins al 2,09 metres, un rècord que no ha estat igualat ni superat des de llavors. Durant aquesta última competició, les seves qualificacions havien mantingut el dubte sobre la seva capacitat de dominar la competició. Però a la final, només la russa Tamara Bíkova aconseguí durant un temps mantenir la il·lusió. Però fracassà en l'intent de superar els 2.06 metres i deixà que Bulgària continués la competició tota sola. Amb el títol assegurat, va demanar que li posessin la barra a 2,09 metres. No reeixí a superar-la en els dos primers intents, fins a arribar al tercer i definitiu intent, on va superar l'obstacle i va batre el seu propi rècord anterior. Desafortunadament per a ella, el seu títol i el seu rècord van passar una mica desapercebuts per la final dels 100 metres llisos masculins i la polèmica posterior al voltant de Ben Johnson.
En els Jocs Olímpics d'Estiu de 1988 de Seül, tornava a convertir-se en favorita de la competició, però al final va guanyar la medalla de plata. No va poder superar els 2,03 m, gual que l'única competidor encara present en aquesta alçada, l'estatunidenca Louise Ritter. En el salt que havia de desempatar, no aconseguí superar la barra als 2,03 m, mentre que la saltadora estatunidenca, que saltà després d'ella, sí que ho aconseguí. Continuà tanmateix a ser l'autèntica reina de la disciplina com ho proven els seus nombrosos títols indoor, tant a Europa com a nivell mundial. L'any 1995, alguns mesos després d'haver donat a llum un fill, assolí el seu 2n títol mundial en el campionat del Món d'atletisme de 1995 a Göteborg, a continuació obté finalment la consagració olímpica durant els Jocs Olímpics d'Estiu de 1996 d'Atlanta, on va guanyar una medalla d'or i va establir el rècord olímpic femení de 2,05 metres.
Finalitza oficialment la seva carrera el 1997 després del seu últim títol mundial a París.

## Activitat posterior
El 1999, Stefka Kostadínova es va convertir en vicepresidenta de la Federació Búlgara d'Atletisme. El 2002 va ser elegida viceministra de Joventut i Esports. L'11 de novembre de 2005 fou elegida presidenta del Comitè Olímpic Búlgar i quatre anys després va ser reelegida per a un segon mandat. El 9 de maig de 2013, Stefka Kostadínova fou elegida, per tercera vegada, com a presidenta del Comitè Olímpic Búlgar. Parla anglès i rus amb fluïdesa.
El març del 2008, el Comitè Olímpic Internacional la va recompensat amb el trofeu del CIO "dona i esport" per al continent europeu, trofeu que recompensa dones qui han contribuït de manera rellevant a reforçar la participació de les dones i de les nenes en activitats esportives al món.
Fou elegida per a figurar al Saló de la Fama de l'Atletisme l'octubre del 2012.

## Vida personal
El 1989 es va casar amb el seu entrenador Nikolai Petrov pocs mesos abans de guanyar l'or al Campionat del Món d'atletisme de 1995. El 1995 es va convertir en la mare d'un fill anomenat Nikolai. Posteriorment, el 1999, Petrov i Kostadínova es van separar. El mateix any, va acabar oficialment la seva carrera esportiva, tot i que en realitat no va participar en cap competició esportiva important des dels Campionats del Món de pista coberta el 1997. El 9 de juny de 2007, al complex turístic d'Elenite, es casà amb el seu amic Nikolai Popvassílev.

## Reconeixements
Kostadinova va ser nomenada esportiva búlgara de l'any quatre vegades (1985 , 1987 , 1995 i 1996). Va ser inclosa entre les deu millors atletes femenines del segle XX , segons la IAAF (Associació Internacional de Federacions d'Atletisme).
El 2012, va ser incorporada al Saló de la Fama de la Federació Internacional d'Atletisme.

## Palmarès
| Data | Competició                          | Lloc         | Resultat | Marca  |
| ---- | ----------------------------------- | ------------ | -------- | ------ |
| 1981 | Campionat d'Europa junior           | Utrecht      | 9ena     | 1,78 m |
| 1984 | Campionat d'Europa en pista coberta | Göteborg     | 11ena    | 1,75 m |
| 1985 | Campionat del món en pista coberta  | París        | 1era     | 1,97 m |
| 1985 | Campionat d'Europa en pista coberta | El Pireu     | 1era     | 1,97 m |
| 1985 | Jocs Balcànics                      | Stara Zagora | 1era     | 2,00 m |
| 1985 | Copa del món de les nacions         | Canberra     | 1era     | 2,00 m |
| 1986 | Goodwill Games                      | Moscou       | 1era     | 2,03 m |
| 1986 | Campionat d'Europa                  | Stuttgart    | 1era     | 2,00 m |
| 1986 | Jocs Balcànics                      | Ljubljana    | 1era     | 2,03 m |
| 1987 | Campionat d'Europa en pista coberta | Liévin       | 1era     | 1,97 m |
| 1987 | Campionat del món en pista coberta  | Indianapolis | 1era     | 2,05 m |
| 1987 | Campionat del món                   | Roma         | 1era     | 2,09 m |
| 1988 | Campionat d'Europa en pista coberta | Budapest     | 1era     | 2,04 m |
| 1988 | Jocs olímpics                       | Seül         | 2a       | 2,01 m |
| 1989 | Campionats del món en pista coberta | Budapest     | 1era     | 2,02 m |
| 1991 | Campionats del món                  | Tòquio       | 6ena     | 1,93 m |
| 1992 | Campionat d'Europa en pista coberta | Gènova       | 2a       | 2,02 m |
| 1992 | Jocs olímpics                       | Barcelona    | 4a       | 1,94 m |
| 1993 | Campionats del món en pista coberta | Toronto      | 1era     | 2,02 m |
| 1993 | Final mundial                       | Londres      | 1era     | 1,98 m |
| 1994 | Campionat d'Europa en pista coberta | París        | 1era     | 1,98 m |
| 1995 | Campionats del món                  | Göteborg     | 1era     | 2,01 m |
| 1995 | Final mundial                       | Mònaco       | 4a       | 1,93 m |
| 1996 | Jocs olímpics                       | Atlanta      | 1era     | 2,05 m |
| 1997 | Campionats del món en pista coberta | París        | 1era     | 2,02 m |

## Rècords
| Prova         | Prova            | Marca       | Lloc     | Data                 |
| ------------- | ---------------- | ----------- | -------- | -------------------- |
| Salt d'alçada | A l'aire lliure  | 2,09 m (WR) | Roma     | 30 d'agost de 1987   |
| Salt d'alçada | En pista coberta | 2,06 m (NR) | El Pireu | 20 de febrer de 2008 |